# Romain Hugault
Romain Hugault (* 14. Juni 1979) ist ein französischer Zeichner und Grafiker.
Seine Arbeiten bestehen überwiegend aus Comics und grafischen Arbeiten rund um das Thema Luftfahrt während und zwischen den beiden Weltkriegen. In Deutschland werden seine Werke von Salleck Publications veröffentlicht.

## Kindheit
Hugault kam schon früh über seinen Vater mit der Fliegerei in Berührung. Zunächst Mechaniker an der Mirage III wurde sein Vater später Pilot und steuerte eine C-160 Transall, bevor er im Range eines Oberst zur Air France wechselte und Linienpilot wurde. So machte Romain mit siebzehn bereits seine eigene Fluglizenz.

## Laufbahn
Hugault entschied sich nach der Schule jedoch für eine künstlerische Laufbahn und besuchte die École Estienne in Paris, eine Hochschule für Kunst und Industriegraphik.
Mit dem Texter Regis Hautières veröffentlichte er 2005 den Comic-Band Der letzte Flug und in den Jahren darauf das zweibändige Werk Über den Wolken.
Seit 2008 arbeitet er mit dem Autor Yann zusammen und hat mit ihm bereits mehrere Serien veröffentlicht:
- Der große Uhu, 3 Bände auf Französisch, auf Deutsch als einbändige Gesamtausgabe herausgegeben
- Der Pilot mit dem Edelweiß, 3 Bände
- Angel Wings, aktuell (2023) 8 Bände - davon sind 6 auf Deutsch erschienen

Daneben sind bislang (2023) fünf Bände der Pin-Up Wings-Reihe erschienen mit Grafiken vornehmlich im Stile der Pin-up-Fotos der 1940er Jahre.
2020 illustrierte er das Buch St Ex - Un prince dans sa citadelle von Bernard Chabbert, eine Biographie über Antoine de St. Exupéry.
Nach einem Szenario von Anastasia Heinzl erschien 2024 in Frankreich der Band Tomcat. Im Zentrum steht die F-14 Tomcat (BuNo 160390), die zunächst 1981 (als „Fast Eagle 107“) in den Konflikt mit Libyen um den Golf von Sidra verwickelt war und mit der Kara Hultgreen, die erste Kampfpilotin der USA, 1994 (nun als „Lion 103“) abstürzte und ums Leben kam. Zusätzlich enthält der Band weitere Hintergrundinformationen zu diesem Flugzeugtyp und seiner medialen Bedeutung sowie zur Entstehung von Hugaults Zeichnung.

## Trivia
Hugault ist Miteigentümer einer Piper J-3 Cub von 1942. Die Maschine kam 1944 während des Zweiten Weltkrieges nach Europa und transportierte Marschall Juin, bevor sie als Trainingsflugzeug eingesetzt wurde.

## Werke
- Le Dernier Envol, Szenario: Régis Hautière, Zeichnung/Kolorierung: Romain Hugault, éditions Paquet, 2005, ISBN 978-2-88890-019-1
  - dt. Der letzte Flug, Übersetzung: Eckhart Schott, Salleck Publications, 2012, ISBN 978-3-89908-468-9
- Au-delà des nuages - tome 1 : Duels, Szenario: Régis Hautière, Zeichnung/Kolorierung: Romain Hugault, 2006, ISBN 978-2-88890-112-9
  - dt. Über den Wolken: Band 1: Duelle,  Übersetzung: Eckhart Schott, Salleck Publications, 2009, ISBN 978-3-89908-288-3
- Au-delà des nuages - tome 2 : Combats, Szenario: Régis Hautière, Zeichnung/Kolorierung: Romain Hugault, 2007, ISBN 978-2-88890-244-7
  - dt. Über den Wolken: Band 2: Kämpfe, Übersetzung: Eckhart Schott, Salleck Publications, 2009, ISBN 978-3-89908-289-0
- Pin-Up Wings - tome 1, Romain Hugault, éditions Paquet, 2007, ISBN 978-2-88890-175-4
  - dt. Pin-Up Wings (1), Salleck Publications, limitierte Auflage mit Leinenrücken, 2012, ISBN 978-3-89908-419-1
- Le Grand Duc - tome 1, Les sorcières de la nuit, Szenario: Yann, Zeichnung/Kolorierung: Romain Hugault, éditions Paquet, 2008, ISBN 978-2-88890-277-5
- Le Grand Duc - tome 2, Camarade Lilya, Szenario: Yann, Zeichnung/Kolorierung: Romain Hugault, éditions Paquet, 2009, ISBN 978-2-88890-322-2
- Le Grand Duc - tome 3, Wulf & Lilya, Szenario: Yann, Zeichnung/Kolorierung: Romain Hugault, éditions Paquet, 2010, ISBN 978-2-88890-362-8
  - dt. Der Große Uhu, Gesamtausgabe, Übersetzung: Eckhart Schott, Salleck Publications, 2011, ISBN 978-3-89908-392-7
- Pin-Up Wings - tome 2, Romain Hugault, éditions Paquet, 2010, ISBN 978-2-88890-345-1
  - dt. Pin-Up Wings (2), Salleck Publications, 2011, ISBN 978-3-89908-394-1
- Le Pilote à l'Edelweiss - tome 1, Valentine, Szenario: Yann, Zeichnung/Kolorierung: Romain Hugault, éditions Paquet, 2012, ISBN 978-2-88890-419-9
  - dt. Der Pilot mit dem Edelweiß 1: Valentine, Übersetzung: Eckhart Schott, Salleck Publications, 2013, ISBN 978-3-89908-488-7
- Le Pilote à l'Edelweiss - tome 2, Sidonie, Szenario: Yann, Zeichnung/Kolorierung: Romain Hugault, éditions Paquet, 2012, ISBN 978-2-88890-499-1
  - dt. Der Pilot mit dem Edelweiß 2: Sidonie, Übersetzung: Eckhart Schott, Salleck Publications, 2014, ISBN 978-3-89908-531-0
- Pin-Up Wings - tome 3, Romain Hugault, éditions Paquet, 2013 ISBN 978-2-88890-576-9
  - dt. Pin-Up Wings (3), Salleck Publications, 2014, ISBN 978-3-89908-535-8
- Le Pilote à l'Edelweiss - tome 3, Walburga, Szenario: Yann, Zeichnung/Kolorierung: Romain Hugault, éditions Paquet, 2013, ISBN 978-2-88890-572-1
  - dt. Der Pilot mit dem Edelweiß 3: Walburga, Übersetzung: Eckhart Schott, Salleck Publications, 2014, ISBN 978-3-89908-563-1
- Angel Wings - tome 1, Burma Banshees, Szenario: Yann, Zeichnung/Kolorierung: Romain Hugault, éditions Paquet, 2014, ISBN 978-2-88890-665-0
  - dt. Angel Wings 1: Burma Banshees, Übersetzung: Eckhart Schott, Salleck Publications, 2016, ISBN 978-3-89908-594-5
- Angel Wings - tome 2, Black Widow, Szenario: Yann, Zeichnung/Kolorierung: Romain Hugault, éditions Paquet, 2015, ISBN 978-2-88890-731-2
  - dt. Angel Wings 2: Black Widow, Übersetzung: Eckhart Schott, Salleck Publications, 2018, ISBN 978-3-89908-651-5
- Angel Wings - tome 3, Opération Broadway, Szenario: Yann, Zeichnung/Kolorierung: Romain Hugault, éditions Paquet, 2016, ISBN 978-2-88890-771-8
  - dt. Angel Wings 3: Ziel Broadway, Übersetzung: Eckhart Schott, Salleck Publications, 2018, ISBN 978-3-89908-653-9
- Pin-Up Wings - tome 4, Romain Hugault, éditions Paquet, 2016 ISBN 978-2-88890-766-4
  - dt. Pin-Up Wings (4), Salleck Publications, 2017, ISBN 978-3-89908-616-4
- Angel Wings - tome 4, Paradise Birds, Szenario: Yann, Zeichnung/Kolorierung: Romain Hugault, éditions Paquet, 2017, ISBN 978-2-88890-838-8
  - dt. Angel Wings 4: Paradise Birds, Übersetzung: Eckhart Schott, Salleck Publications, 2020, ISBN 978-3-89908-717-8
- Angel Wings - tome 5, Black Sands, Szenario: Yann, Zeichnung/Kolorierung: Romain Hugault, éditions Paquet, 2018, ISBN 978-2-88890-890-6
  - dt. Angel Wings 5: Black Sands, Übersetzung: Eckhart Schott, Salleck Publications, 2020, ISBN 978-3-89908-719-2
- Angel Wings tome 6, Atomic, Szenario: Yann, Zeichnung/Kolorierung: Romain Hugault, éditions Paquet, 2019 ISBN 978-2-88932-512-2
  - dt. Angel Wings 6: Enola Gay, Übersetzung: Eckhart Schott, Salleck Publications, 2022, ISBN 978-3-89908-777-2
- St Ex - Un prince dans sa citadelle, Bernard Chabbert, Romain Hugault (Zeichnungen), éditions Paquet, 2020, ISBN 978-2-88932-118-6
- Pin-Up Wings - tome 5, Romain Hugault, éditions Paquet, 2020, ISBN 978-2-88932-505-4
- Angel Wings tome 7, Mig Madness, Szenario: Yann, Zeichnung/Kolorierung: Romain Hugault, éditions Paquet, 2022, ISBN 978-2-88932-229-9
- Angel Wings tome 8, Anything Goes, Szenario: Yann, Zeichnung/Kolorierung: Romain Hugault, éditions Paquet, 2023, ISBN 978-2-88932-394-4
- Tomcat, Szenario: Anastasia Heinzl, Zeichnung/Kolorierung: Romain Hugault, éditions Paquet, 2024, ISBN 978-2-88932-388-3

Darüber hinaus erscheinen noch zahlreiche Vorzugs-, Sammel- und Großformatausgaben.